# 特雷斯拉瓜斯

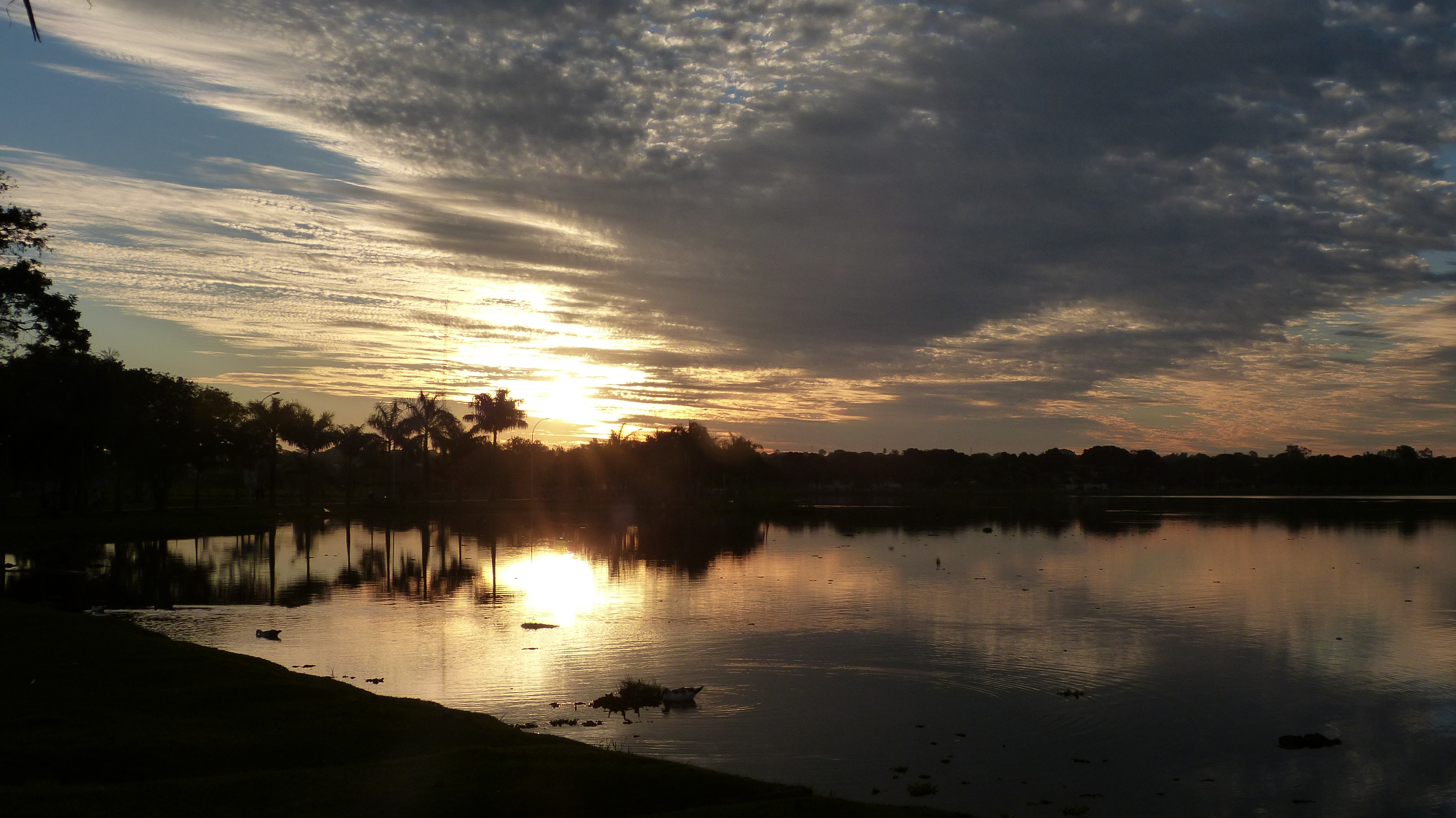
特雷斯拉瓜斯

特雷斯拉瓜斯（葡萄牙語：Três Lagoas），是巴西的城鎮，位於該國西部，由南馬托格羅索州負責管轄，始建於1915年6月15日，面積10,206平方公里，海拔高度319米，2006年人口87,113，人口密度每平方公里8.54人。